# 산화구

산화 구의 위치

산화구(한국어: 선화구, 중국어: 善化區, 병음: Shànhuà Qū)는 중화민국 타이난시의 시할구이다. 넓이는 55.3097km2이고, 인구는 2015년 8월 기준으로 46,736명이다.

## 지리
산화 진은 타이난시의 중앙에 위치하고 북쪽은 마더우 구, 관톈 구와, 남쪽은 신스 구와, 동쪽은 다네이 구, 산상 구와 서쪽은 안딩 구와 각각 접하고 있다. 쩡원시(曾文溪) 중류의 남쪽, 자난 평원에 위치하고, 열대 몬순 기후에 속하고 있다.

## 역사
산화 구는 예전에는 평포족 시라야족의 4대사의 하나로 꼽힌 목가류만사(目加溜灣社, Bakaloan)의 소재지였다. 1625년, 네덜란드 동인도회사가 목가류만사에 진출했을 때, 시라야족에 의해 격퇴되었다. 이에 대해 네델란드는 1635년 파병해, 시라야족은 야자나 빈랑 등을 바치고 평화를 청했다. 그 후 네덜란드는 이곳에 학교, 교회를 건설함과 동시에, 한족의 이주를 촉진해 본격적인 개발이 시작되었다. 명나라 말, 정성공이 네덜란드를 몰아내면서 둔전 정책을 실시했고 이곳을 천흥현 선화리에 귀속시켰다. 청에 의한 통치가 시작되면서 그 때까지 원주민의 거주지를 나타내는 사(社)를 붙이고 있었지만, 한족의 진출에 의해 만리가(灣裡街)로 개칭되었다. 일본 통치 시대에는 철도역이 설치되는 등 발전했고 1920년에 젠카 장(善化庄)으로 개칭되었고 그 후 젠화 가(善化街)로 승격해 다이난 주 신카 군의 관할이 되었다. 전후에 타이난 현 산화 진으로 개편되어 현재에 이르고 있다.

## 교통
- 타이완 철로관리국 종관선
- 국도 3호선